# Marcela, lastimada
Marcela, lastimada es el cuarto capítulo de la cuarta temporada de la serie de televisión argentina Mujeres asesinas. Este episodio se estrenó el día 29 de enero de 2008.
Este episodio cuenta con Dolores Fonzi, en el papel de asesina.

## Desarrollo

### Trama
Ana (Claudia Fontán) acaba de salir de la cárcel, luego de cumplir una condena de un lustro por malos tratos y lesiones graves contra su hija menor, Marcela (Dolores Fonzi). Tanto la adolescente como sus dos hermanos mayores, ambos estudiantes de la academia de policía, aguardan su salida en la puerta del penal. Marcela es la única que no demuestra interés por la liberación de su madre. En su fuero íntimo sabe que las cosas no cambiarán demasiado: nuevamente será víctima de los terribles tormentos a los que la tenía habituada Ana: el constante desprecio, la subestimación y el maltrato físico. La joven Marcela no encuentra la manera de escapar al yugo de su madre. El miedo la paraliza cada vez más. Sus hermanos la protegen, pero, debido a su actividad,  no pueden estar en la casa todo el día. La desesperación conducirá a la situación a un punto álgido, que desencadenará en un trágico final. Marcela está harta de todas las cosas que sufre por la culpa de su madre y, para vengarse ella, la mata dándole varios golpes con una plancha, igual que como ella le pegó cuando Marcela era menor. Finalmente, ella y sus hermanos le cavaron una tumba 

### Condena
El cadáver de Ana fue descubierto por la policía un mes después del crimen. Marcela fue trasladada a un instituto de menores y sus dos hermanos cumplieron una condena de cuatro años de prisión. Alejandro se suicidó poco antes de quedar en libertad. Marcela quedó embarazada en el instituto de menores. Cuando fue puesta en libertad, entregó a su hijo en adopción.

## Elenco
- Dolores Fonzi
- Claudia Fontán
- Manuel Vicente
- Rocco De Grazia
- Nahuel Viale
- Inés Efron
- Héctor Malamud